# Привільне (Широківська сільська громада)
Привільне (до 18 лютого 2016 року — Радя́нське) — село в Україні, у Широківській сільській громаді Запорізького району Запорізької області. Населення становить 105 осіб. До 2016 року орган місцевого самоврядування — Лукашівська сільська рада. 

## Географія
Село Привільне розташоване за 30 км від обласного центру, 22 км від адміністративного центру сільської громади, за 2,5 км від правого берега річки Дніпро. Найближчі села: Гурського (1 км), Придніпровське (2 км) та селище Відрадне (5,5 км).

## Історія
Село засноване у 1943 році під первинною назвою Радянське.
18 лютого 2016 року, на виконання Закону України про декомунізацію, село перейменоване в Привільне.
12 червня 2020 року, відповідно до розпорядження Кабінету Міністрів України від № 713-р «Про визначення адміністративних центрів та затвердження територій територіальних громад Запорізької області», село увійшло до складу Широківської сільської громади.
19 липня 2020 року, в результаті адміністративно-територіальної реформи та ліквідації колишнього Запорізького району (1965—2020), село увійшло до складу новоутвореного Запорізького району.

## Економіка
- Птахо-товарна ферма.